# 寺山観音寺

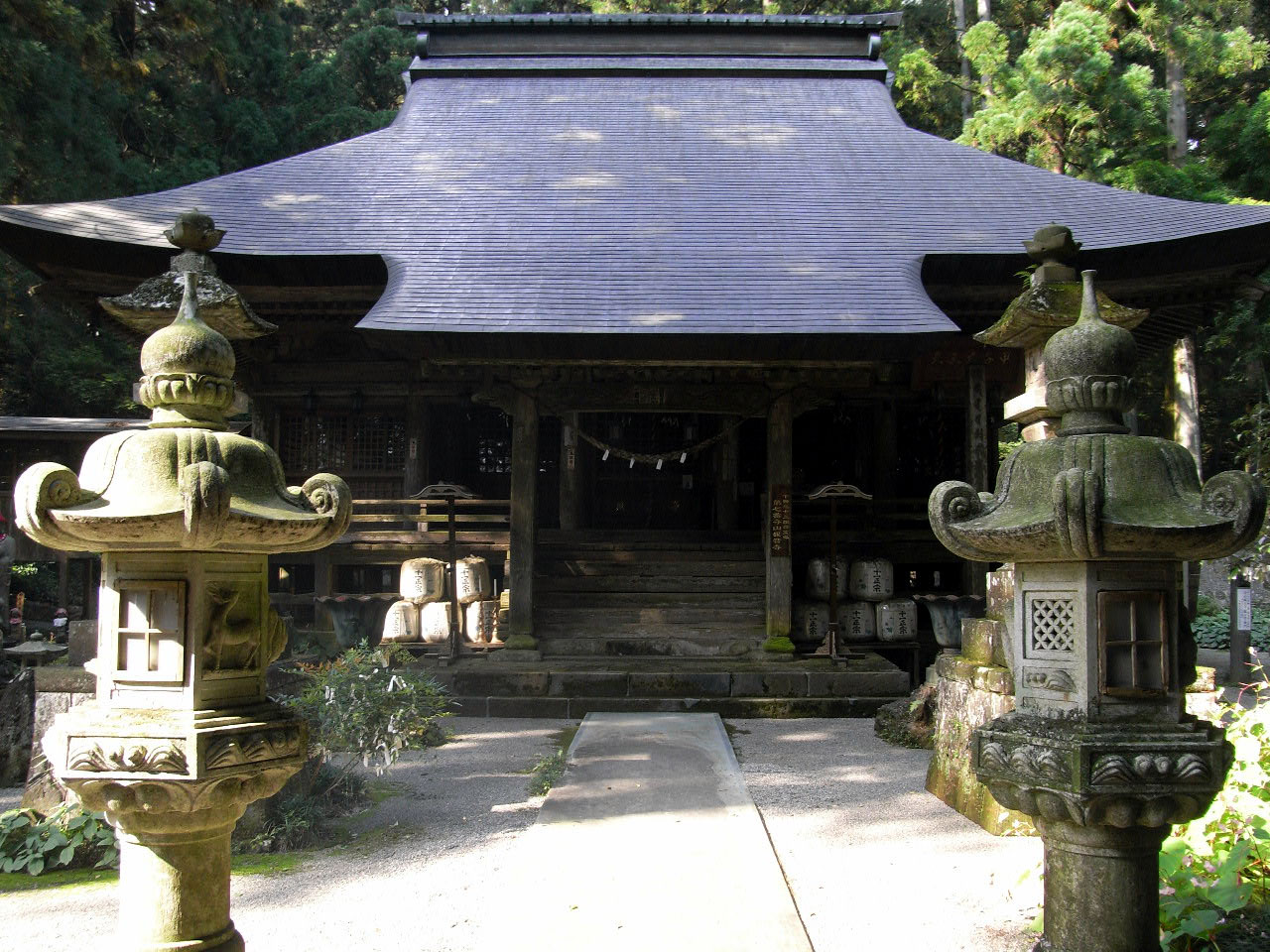
寺山観音寺

寺山観音寺（てらやまかんのんじ）は、栃木県矢板市長井の寺山地区にある真言宗智山派の寺院。高原山の中腹標高450m前後の比較的高い場所に位置する。山号は与楽山、院号は大悲心院。詳名は与楽山 大悲心院 観音寺と言い、寺山観音寺は通称である。本尊は千手観世音菩薩（国指定重要文化財）。

## 歴史

### 創建
寺伝によれば、高原山（最高峰は釈迦岳、1,795m）の一峰・剣ヶ峰（1,540m）の頂上近くに724年 （神亀元年）、 聖武天皇の勅願により行基が建てた法楽寺が始まりであるという。その後法楽寺は803年（延暦22年）雷火により焼失するが、この際、観音堂は焼け残り本尊は安泰であったという。806年（大同元年）、平城天皇の勅願により、徳一が本尊を現在の地に移し、七堂伽藍を建立し現在の寺山観音寺に至るという。
本尊は秘仏であり、60年に1回、甲子年の旧暦9月10日より7日間のみ開帳される。

### 中興
正治2年（1200年）頃、法橋行縁が入寺し、荒廃していた観音堂を中興した。寺山観音寺縁起によれば、法橋行縁が荒廃していた寺山観音寺の観音堂を修造・中興したのは、正応6年（1293年）10月18日（修造開始）から正和2年（1313年）10月17日（修造終了）のこととしている。しかし、その縁起では、行縁は北条時政により遣わされたとされ、年代的に符合しない。その一方で、寺所蔵の木造行縁僧都坐像（栃木県指定有形文化財）の胎内の墨書銘には、「正治元年（1199年）己未十月十八日始之、正治二年（1200年）庚申十一月十七日修理之也」と記されており、北条時政により派遣されたという伝承とも年代が符合し、縁起に記された中興年は「正治」と「正応・正和」の年号が、何らかの理由で誤って伝わった可能性が大きい。

## やいた建物十選
- 観音堂と楼門は天和4年に建てられたもので、1997年に「やいた建物十選」に選ばれた[4]。

## 文化財

### 重要文化財（国指定）
- 木造千手観音及び両脇侍像3躯
  - 木造千手観音坐像（像高101.6cm・鎌倉時代初期作・作者不明）素地仕上げの像で、台座、光背も当初のものが残る。
  - 木造毘沙門天立像（像高119.5cm・鎌倉時代作・作者不明）中尊千手観音像とは作風が異なり、関東地方に作例の多い鉈彫り像[注釈 2]である。寄木造。
  - 木造不動明王立像（像高114.3cm・鎌倉時代作・作者不明）毘沙門天像と同様の鉈彫り像であるが、表面のノミ目が特に粗く、未完成像のように見える特異な像である。一木造。

### 栃木県指定有形文化財
- 木造二十八部衆立像（像高約80cm・永享13年（1441年）作・少貳法眼、金資宗海）
- 木造行縁僧都坐像（像高84cm・鎌倉時代初期作）
- 銅造大日如来坐像（像高115cm・天明元年（1781年）作・丸山善太郎易親）[2]
- 銅造千手観音坐像（像高36cm・鎌倉時代初期作・作者不明）
- 木造風神・雷神像（風神像高66cm、雷神像高68.3cm・14世紀頃作・作者不明）

### 栃木県指定天然記念物
- 観音寺のイチョウ（樹齢約350年）[2]

## 境内林
寺の周囲は樹齢250年を超えるスギ林となっており、栃木県により寺山緑地環境保全地域に指定されている。

## 寺山七不思議
寺山観音寺の縁起に次のような記述がある。
| 「 | 当山二七フシギ（不思議）アリ。第一霊湯、第二牛石、第三白土、第四赤根土、第五青ノリ、第六盗賊不入、第七バン字水夏冬絶エズ、是ハ寺山七不思議ト申シツタワルナリ。 | 」 |

寺山観音寺の周辺には、第一に霊湯、第二に牛石、第三に白土、第四に赤根土、第五に青ノリ、第六に一度も盗賊が侵入しない不思議、第七にバン字池の水が年中絶えない七不思議があると伝えている。詳細には次の通りである。
第一「霊湯」
縁起には「境内湯沢ト申所二諸病悉除之霊水アリ（境内の「湯沢」というところに、あらゆる病をことごとく直す霊水がある）」とあるが、現在の寺山鉱泉のことである。古くから風呂の水として汲まれ沸かして使われ、当山にやってくる修行者などに利用されてきたという。
また、かつて寺山地区では、益子焼の釉薬が採取され、鉄分の豊富な水も湧いた。
第二「牛石」
大同元年（806年）、法楽寺が現在の寺山観音寺の場所に移転する際、解体した観音堂の材料を運んでいた牛が、現在の寺山観音寺の場所で止まり全く動かなかったので、それを観音様の意向と考えた人々が、そこに観音堂を移築して現在の寺山観音寺になったという伝承がある。伝承では、この際、移築が終わってからも、牛はその地を全く動こうとしなかったので、観音様が、永遠に自分の傍に仕えられるように牛を石に変えたとされている。それが牛石であり、現在も寺山観音寺の近くに史跡として残されている。
第三「白土」
縁起によれば、境内の「湯沢」の上の方に白土が出るところがあり、昔から寺山の白壁などの材料として使われてきたという。
第四「赤根土」
縁起によれば、寺山の「赤根坂」というところに朱土（赤土）が出るところがあり、朱印などに用いられてきたという。
第五「青ノリ」
寺山観音寺の西北の山の沢に青ノリが取れる場所があり、夏と秋の土用の日にこれを取って食べていたという。縁起では、特に炒めて食べると香味が比類なく素晴らしかったという。
第六「盗賊不入」
縁起によれば、寺山観音寺は、盗賊の侵入を許したことがないという。また、侵入した盗賊がいても、いかなる理由か不明だが、寺山から出られたことが一度もないという。
| 「 | 於当山往古ヨリ今二至ルマデ盗賊マイリシタメシナシ、若シアヤマッテヌスミ取リ候共当山出ル事カナワズ往古ヨリタメシ多シ （当山において、往古より今に至るまで盗賊が参った例（ためし）がない。もし、誤って盗み取り候（そうろう）とも、当山より出る事かなわず。往古よりためし（そういう前例）が多い） | 」 |
なお、縁起には、当縁起は、天明壬寅（天明2年、1782年）三月に再版されたとあり、「今二至ル」の今とはこの時である。盗賊が入ったことが無いのに、「盗賊が入ったとしても」という話があるのはいささか矛盾した話ではあるが、こうした伝承が残るほどに寺山は盗賊の被害が少なく、少なくとも縁起が再版された天明2年（1782年）3月までは、そうであったと考えられている。
第七「絶えぬバン字池の水」
縁起によれば、寺山観音寺を現在の地に移築した徳一上人が、観音寺の御手洗の池としてバン字形の池を作り、バン字池と呼ばれていた。池には弁財天を勧請した小社が建てられた。池には、煩悩や邪気を払う力があり、年中水が絶えることが無かったという。

## 所在地
- 栃木県矢板市長井1875番地

## アクセス
- JR宇都宮線矢板駅から車20分。
- 東北自動車道矢板インターチェンジから車25分